# Trichosanthes borneensis
Trichosanthes borneensis är en gurkväxtart som beskrevs av Célestin Alfred Cogniaux. Trichosanthes borneensis ingår i släktet Trichosanthes och familjen gurkväxter. Inga underarter finns listade i Catalogue of Life.